# Ibiapina (kommun)
Ibiapina är en kommun i Brasilien.   Den ligger i delstaten Ceará, i den östra delen av landet, 1 500 km nordost om huvudstaden Brasília. Antalet invånare är 23 810.
Följande samhällen finns i Ibiapina:
- Ibiapina

Omgivningarna runt Ibiapina är huvudsakligen savann. Runt Ibiapina är det ganska tätbefolkat, med 100 invånare per kvadratkilometer.